# Troféu Castro Alves
Troféu Castro Alves é uma premiação relativa ao Carnaval de Salvador. Este prêmio foi criado pela Revista Exclusiva, que é o primeiro veículo de comunicação no Brasil a divulgar o Carnaval da Bahia. Os contemplados pelo Troféu Castro Alves são eleitos por uma comissão formada por produtores, empresários, jornalistas e carnavalescos, mas também há a participação popular na escolha.

## História
Em 1989, a Federação dos Clubes Carnavalescos da Bahia deixou de premiar os Melhores do Carnaval, nesse momento a Revista EXCLUSIVA, já com um ano de cobertura de Carnaval de Salvador, decidiu preencher essa lacuna, criando assim o Troféu Castro Alves, que nos dois primeiros anos era conhecido como "Troféu da Exclusiva".
A premiação passou por algumas crises, mas se mantém ativa desde então.